# Amerijet International
Amerijet International ist eine US-amerikanische Frachtfluggesellschaft mit rechtlichem Sitz und operationeller Basis in Miami/Florida. Amerijet bedient im Wesentlichen die Vereinigten Staaten Miami sowie Puerto Rico, Lateinamerika, die Karibik, sowie den nördlichen Bereich von Südamerika. Seit April 2020 bedient Amerijet ebenfalls Europa (Brüssel-Zaventem), bis August 2022 auch Lüttich und Tel Aviv. Amerijet International wurde 1974 gegründet.

## Flotte

### Aktuelle Flotte

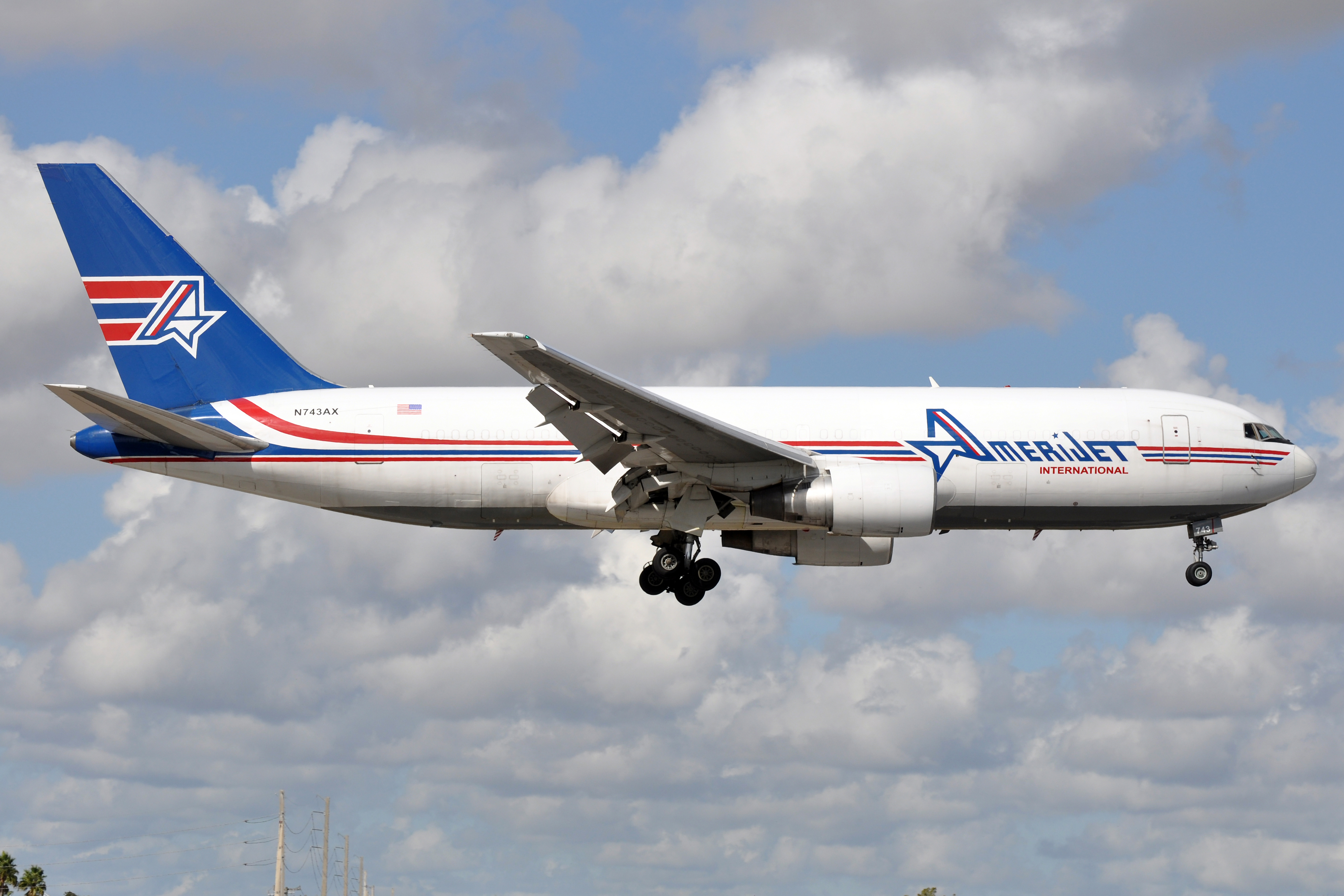
Boeing 767-200BDSF der Amerijet International

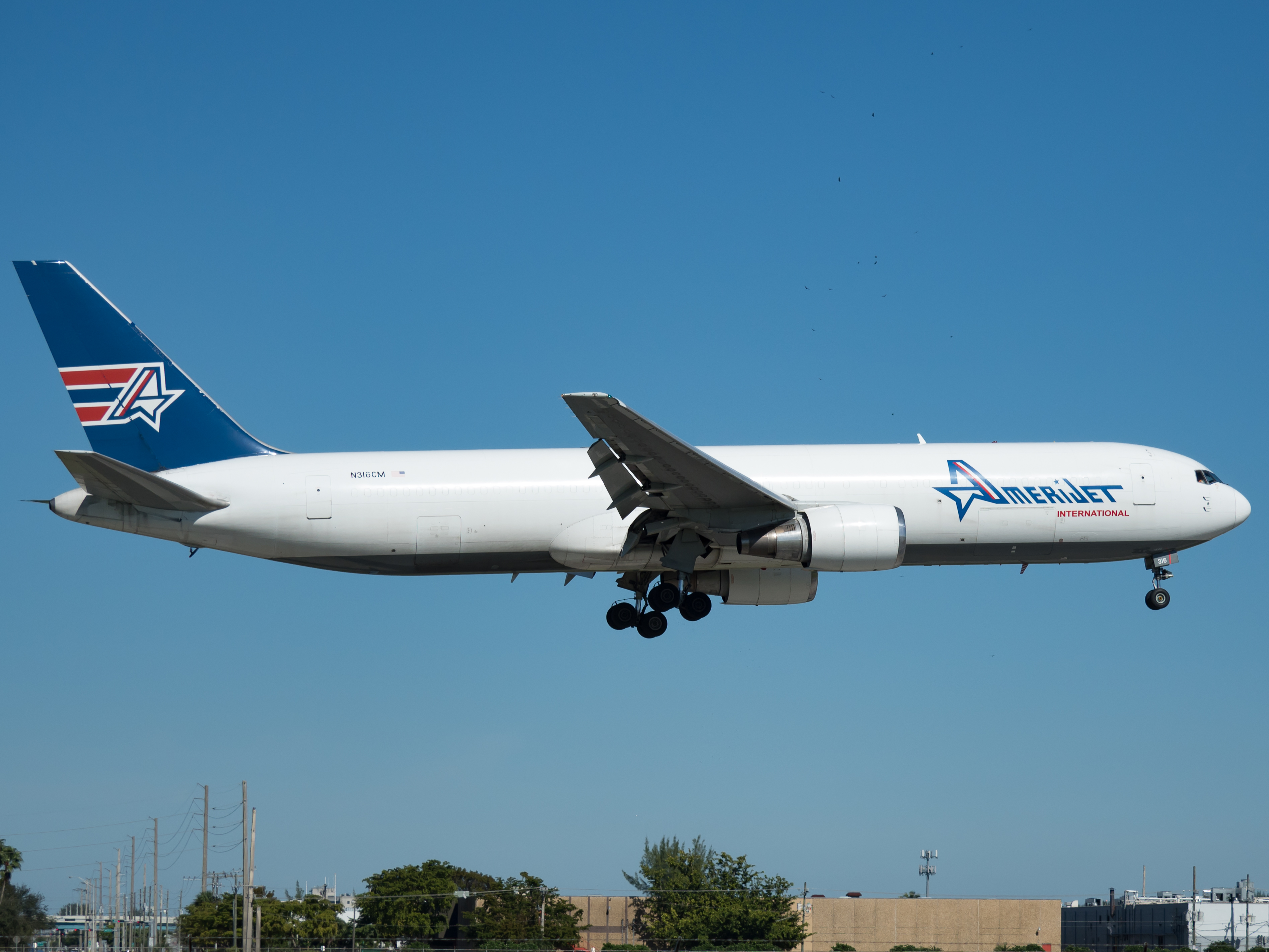
Boeing 767-300(ER)BDSF

Mit Stand Juni 2024 besteht die Flotte der Amerijet aus 21 Frachtflugzeugen mit einem Durchschnittsalter von 26,5 Jahren:
| Flugzeugtyp            | Anzahl | bestellt | Anmerkungen  | Durchschnittsalter |
| ---------------------- | ------ | -------- | ------------ | ------------------ |
| Boeing 757-200         | 06     |          | alle inaktiv | 25,2 Jahre         |
| Boeing 767-200BDSF     | 02     |          | alle inaktiv | 41,3 Jahre         |
| Boeing 767-300(ER)BDSF | 13     |          |              | 24,8 Jahre         |
| Gesamt                 | 21     | –        |              | 26,5 Jahre         |

### Ehemalige Flugzeugtypen

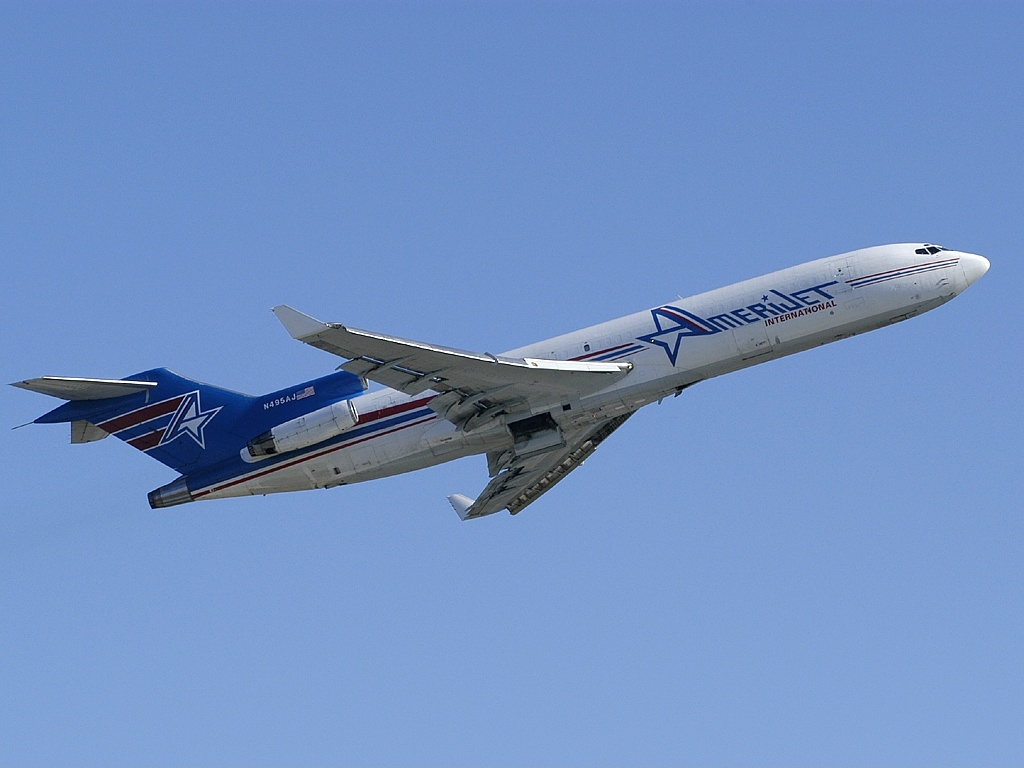
Boeing 727-200F der Amerijet International

In der Vergangenheit setzte Amerijet unter anderem folgende Flugzeugtypen ein:
- Boeing 727-100
- Boeing 727-200F